# Преденца
Преденца (словен. Predenca) — поселення в общині Шмарє-при-Єлшах, Савинський регіон, Словенія. 
Висота над рівнем моря: 335,9 м.